# Ossa (Mazovie)
Pour les articles homonymes, voir Ossa.
Ossa (prononciation : [ˈɔssa]) est un village polonais de la gmina d'Odrzywół dans le powiat de Przysucha de la voïvodie de Mazovie dans le centre-est de la Pologne.
Il se situe à environ 5 kilomètres à l'ouest d'Odrzywół (siège de la gmina), 20 kilomètres au nord-ouest de Przysucha (siège du powiat) et à 86 kilomètres au sud-ouest de Varsovie (capitale de la Pologne).

## Histoire
De 1975 à 1998, le village appartenait administrativement à la voïvodie de Radom.